# Dael Fry
Dael Jonathan Fry (Middlesbrough, Inglaterra, 30 de agosto de 1997) es un futbolista inglés y juega como defensa en el Middlesbrough Football Club de la EFL Championship de Inglaterra.

## Clubes
| Club                            | País       | Año       |
| ------------------------------- | ---------- | --------- |
| Middlesbrough F. C.             | Inglaterra | 2015-     |
| Rotherham United F. C. (cedido) | Inglaterra | 2016-2017 |

## Palmarés

### Campeonatos internacionales
| Título                      | Equipo            | Sede          | Año  |
| --------------------------- | ----------------- | ------------- | ---- |
| Campeonato de Europa sub-17 | Inglaterra sub-17 | Malta         | 2014 |
| Copa Mundial sub-20         | Inglaterra sub-20 | Corea del Sur | 2017 |